# Xoriguer de Madagascar
El xoriguer de Madagascar (Falco newtoni) és un ocell rapinyaire de la família dels falcònids (Falconidae) que habita les terres d'altituds baixes i mitjanes de les illes de Madagascar i Aldabra. El seu estat de conservació es considera de risc mínim.

## Noms comuns
Xoriguer de Madagascar, Xoriguer tacat de Madagascar, Xoriguer de Newton, Xoriguer malgatx, lkatiti o hitsikitsika.

## Distribució i hàbitat
El xoriguer de Madagascar té una gran quantitat d'aparicions i és originari de Madagascar, Mayotte i Comores. És un reproductor resident a Madagascar on es produeix a les sabanes i a les zones humides, però també a paisatges artificials propers als assentaments humans a altituds d'entre 0 i 2000 msnm. És poc freqüent en els boscos. L'hàbitat del xoriguer d'Aldabra (subespècie de F. newtoni) és l'illa d'Aldabran de Gran Terre, però també hi ha una evidència de l'illa d'Anjouan a les Comores.